# Glory By Honor XVII
Glory By Honor XVII fue la decimoséptima edición del Glory By Honor, un evento de pago por visión de lucha libre profesional producido por Ring of Honor. Tuvo lugar el 12 de octubre de 2019 desde el UNO Lakefront Arena en Nueva Orleans, Louisiana.

## Resultados
- Silas Young ganó un 15-Man Battle Royal y ganó una oportunidad por el Campeonato Mundial de ROH esa misma noche.
  - Young eliminó finalmente a Josh Woods, ganando la lucha.
  - Los demás participantes fueron: Kenny King, Joe Hendry, Rhett Titus, Beer City Bruiser, Brawler Milonas, Cheeseburger, LSG, Shaheem Ali, Big Daddy Yum Yum, Jace Valor, Bu Ku Dao, Matt Lancie y Brian Johnson.
- PCO derrotó a Dalton Castle avanzando a la final por una oportunidad por el Campeonato Mundial de ROH.
  - PCO cubrió a Castle después de un «PCOsault».
- Marty Scurll derrotó a Jay Lethal avanzando a la final por una oportunidad por el Campeonato Mundial de ROH.
  - Scurll forzó a Lethal a rendirse con un «Chickenwing Crossface».
  - Después de la lucha, ambos se dieron la mano en señal de respeto.
- Shane Taylor derrotó a J Spade y retuvo el Campeonato Mundial Televisivo de ROH.
  - Taylor cubrió a Spade después de un «Greetings From 216».
- Kelly Klein derrotó a Angelina Love (con Mandy Leon) y ganó el Campeonato Mundial Femenil del Honor.
  - Klein cubrió a Love después de un «K-Power».
  - Durante la lucha, Leon interfirió a favor de Love, mientras que Maria Manic interfirió a favor de Klein.
- The Briscoes (Jay Briscoe & Mark Briscoe) derrotaron a Luke Hawx & PJ Hawx y retuvieron el Campeonato Mundial en Parejas de ROH.
  - Jay cubrió a PJ después de un «Jay Driller».
- Alex Shelley derrotó a Jonathan Gresham.
  - Shelley cubrió a Gresham después de un «Shelley Clutch».
  - Después de la lucha, Gresham intentó atacar a Shelley con una silla, pero fue detenido por Jay Lethal.
- Lifeblood (Mark Haskins & Tracy Williams) derrotaron a Villain Enterprises (Brody King & Flip Gordon).
  - Williams cubrió a King después de un «Piledriver».
  - Después de la lucha, Bully Ray atacó a Lifeblood.
- Rush derrotó a Silas Young y retuvo el Campeonato Mundial de ROH.
  - Rush cubrió a Young después de un «Bull's Horns».
- PCO derrotó a Marty Scurll y ganó una oportunidad por el Campeonato Mundial de ROH en Final Battle.
  - PCO cubrió a Scurll después de un «PCOsault».
  - Después de la lucha, PCO celebró junto a Scurll y los demás miembros de Villain Enterprises.